# لیتچت ماتراورس
لیتچت ماتراورس (به انگلیسی: Lytchett Matravers) یک روستا و محله مدنی در بریتانیا است که در Purbeck واقع شده‌است. لیتچت ماتراورس ۳٬۴۲۴ نفر جمعیت دارد.